# 竹本たから
竹本 たから（たけもと たから、1994年10月24日 - ）は、舞夢プロ所属のフリーアナウンサー。

## 人物・略歴
- 立命館大学在学中に、アルファアカデミー・アナスクール学生クラスに通う[3]。
- 2018年4月、秋田放送にアナウンサーとして入社した[2]（本名の「竹本 多佳良」で活動）。
- 音楽（弦楽器）を主な特技とし、ラジオ番組内でも時折演奏をしたりすることがある。
- 大阪府東大阪市の町工場出身という。内定をもらったときは沖縄の放送局も同時に受かったが、父の勧めで秋田放送を決めたという[4]。
- 2023年3月、秋田放送を退職した[5]。
- 2023年4月、NHK奈良放送局に契約キャスターとして移籍した[6]。
- 2025年3月31日より舞夢プロに所属し、「竹本たから」に改名しフリーアナウンサーとして活動を開始した[7]。

## 出演
太字は出演中

### フリーアナウンサー
- WTV NEWS6（テレビ和歌山、2025年3月31日‐） - 月・火曜キャスター

### NHK奈良放送局
- ならナビ
- ぐるっと関西おひるまえ

### 秋田放送

#### テレビ
- えび☆ステ（2020年4月 - 2023年3月 、コーナー担当）

#### ラジオ
- まちなかSESSION エキマイク（2021年3月29日 - 2023年3月、火曜パーソナリティ）
- なんてったって日曜はスポーツ - MC
- cheer happinets - MC